# Lastenhandhabungsverordnung
Die Lastenhandhabungsverordnung (LasthandhabV) ist eine deutsche Verordnung zur Umsetzung von EU-Richtlinien im Arbeitsschutz.
Sie wurde als Artikel 2 der „Verordnung zur Umsetzung von EG-Einzelrichtlinien zur EG-Rahmenrichtlinie Arbeitsschutz“ vom 4. Dezember 1996 am 10. Dezember 1996 verkündet (BGBl. I  S. 1841).
Die Zielsetzung besteht darin,  die Gesundheitsgefahren, insbesondere Rückenerkrankungen, bei der  manuellen Handhabung von Lasten zu minimieren.
Der Arbeitgeber ist verpflichtet, Schutzmaßnahmen durchzuführen, insbesondere:
- Berücksichtigung der körperlichen Voraussetzungen der Mitarbeiter[3]
- Regelmäßige Unterweisung der Mitarbeiter[4]
- Gefährdungsbeurteilung unter Berücksichtigung des Anhangs[5]

Ein geeignetes Werkzeug zur Gefährdungsbeurteilung bei der Handhabung von Lasten ist die Leitmerkmalmethode der Bundesanstalt für Arbeitsschutz und Arbeitsmedizin.